# اين براون (لاعب كرة قدم)
اين براون (بالإنجليزية: Wayne Brown)‏ (و. 1977  م) هو لاعب كرة قدم، ومدرب كرة القدم، من المملكة المتحدة، يلعب كمُدَافِع.